# モダンタイムス (お笑いコンビ)
モダンタイムスは、フリーで活動する日本のお笑いコンビ。共に青森県弘前市出身。2021年までSMA NEET Projectに所属していた。

## メンバー
- としみつ（本名:佐々木 登嗣光（ささき としみつ）、1978年10月29日（46歳） - ）ボケ・ネタ作り担当、立ち位置は向かって左。
  - 青森県立高校卒業。
  - 血液型A型。
  - 身長173cm、体重60kg。足の大きさ27cm。
  - BWHはそれぞれ88、85、91。
  - 趣味はJ-POP（特にB'z）、特技はとにかく歩くこと。
  - 幼少期は裕福な家庭であったが家業がつまずき、徐々に転落して貧乏になった。
  - 潔癖症。皮膚が弱く、自分で調合した薬を使っていたこともある。
  - ミニマリストで、部屋に物を置かない主義。目指す部屋は「綾波レイのような部屋」。「近所にコンビニがあるので、冷蔵庫は要らない」と発言して、実姉に「人としてオカシイ」と縁を切られてしまった。
  - ハリウッドザコシショウに「顔溶けてるからな、アイツ」、村田渚に「お前の顔はワープの途中」等といじられ、笑いに変えてもらえたことでブサイクを受け入れた。しかし、昨今はリアクション時に無表情で震えている顔しかオンエアで使われなくなった。
  - 2024年5月に放送されたカンテレのバラエティ番組「マルコポロリ！」内のモダンタイムスの人間ドック企画にて収録で結果が発表され、としみつが腫瘍マーカーE判定と診断された。ひな壇にいる川崎、ランジャタイ、兼光タカシらが喜んで笑っている中、としみつの無表情で震えている顔がアップで映し出され、地上波にて2 - 3年ぶりの顔震え芸が披露された。
  - 服はタカキューのsemanticdesign（セマンティック・デザイン）の服しか着ない。合コンで女の子に「高校生が背伸びして着る服」と言われ、当時すでに40歳を過ぎていたとしみつが睨みを利かせ会計を払わずに怒って帰り、後輩の4000年に一度咲く金指が「としさん、お金だけは払って下さい」と追っかけてきたエピソードを持つ[1]。

- 川崎 誠（かわさき まこと、1978年5月22日（46歳） - ）ツッコミ担当、立ち位置は向かって右。
  - 愛称は「かわさん」。
  - 青森県立高校卒業。
  - 血液型A型。
  - 身長172cm、70kg。足の大きさ26.5cm。
  - BWHはそれぞれ92、81、100。
  - 2000年デビュー。
  - 趣味はスポーツ全般とサザエさん、特技は短距離走と走り幅跳び。
  - 得意技は腹パン、寸止めパンチ。
  - としみつに言われて描き始めた絵が好評で過去に個展を3回開催している。
  - 彼女の家を転々として、破局するたびに家を失いホームレスになるという生活を繰り返している[2]。
  - 人生5回目のホームレス期間中にレンタルなんもしない人から着想を得た「レンタルホームレス」というバイトをしていた。
  - 2021年5月1日から相方・としみつのアイディアにより、YouTubeにて川崎の生活を24時間365日定点カメラで生配信する「かわさんの部屋」を開始。親交の深い野田クリスタル（マヂカルラブリー）の投資金50万円とAmazonの「ほしい物リスト」を通して視聴者から送られてくる物資[3]で生活している。なお、川崎の不在時はペットのニシキゴイ（まさのり）がメインのペット配信となっている。事務所関係の事情で5月14日から配信を停止していたが、7月3日より再開した。
  - マヂカルラブリーの元追っかけだった20歳年下の女性と2023年に結婚[4]。3月5日に芸人仲間らを招いて結婚披露宴を開催し、その様子をYouTubeでライブ配信した。出演はマヂカルラブリー、アルコ&ピース、ランジャタイ、永野等。結婚披露宴の資金はクラウドファンディングで募った。結婚披露宴をもってかわさんの部屋配信は最終回となった。
  - 同期はヴィレッジ。

- 両者ともに寺山修司と同じ青森県弘前市紺屋町生まれだということを自慢したがっている。
- じろう（シソンヌ）、サイトウ（元ゾフィー）とは同じ弘前市出身で同い年。
- 新井浩文とは小学校の同級生。

## 来歴
- 2001年4月結成。旧名はとしかわ、Re:モダンタイムス。
- 出会いは小学3年生。小中高を共に過ごし、高校卒業後4年の潜伏期間を経て青森から上京。
- 潜伏期間中に劇団ピカソという団体に所属しており、川崎は別の相方(藤田)とストリートゲームというコンビを組んでいた。代表ネタは「吉野真理応援歌」。としみつは当初作家志望だった。
- 『としかわ』として芸人活動を開始し、しばらくはフリーで活動していた。その間川崎は文京区にあるくつ下工場、としみつは羽田空港で弁当配りのアルバイトをしていた。としみつ曰く「東京タワーがどこの場所にあるかも分からず、東京に慣れるまで時間が掛かった。」青森の訛りがひどく、関東弁に馴染むまで年数が掛かったともされる。
- 地下芸人の間で羽田空港を練り歩くバイトをしているユニフォーム姿のとしみつを見つけると「売れる」という都市伝説が一時期広まった。知らない後輩から写真撮影を求められたりした。
- 2005年、SMA NEET Projectに所属。
- 現在は劇場を中心に活動。主催する「としかわトーク」は毎月開催されており、2013年3月で100回目の開催を迎える。2014年からは3ヶ月に1回のペースとなっている[5]。2025年に20周年を迎える。かつてはゴー☆ジャスや夙川アトム、ランジャタイ、マツモトクラブ、SAKURAI、THE GEESEも同ライブに出演していた。
- インディーズライブを中心に活動していた頃の野田クリスタルにとっては師匠といえる存在[6]。マヂカルラブリーの他にかつてSMA所属だった旧友のアルコ&ピースや夙川アトム、ゴー☆ジャス、THE GEESEの顔ぶれはしばしば『モダンファミリー』と称されている。
- 2013年3月19日、自らが主催する月一恒例トークライブ「としかわトーク」の連続100回記念として、千川びーちぶにて24時間オールナイトを敢行した。
- 2021年7月、西小山駅前でかわさきと担当マネージャーの下っ端との殴り合いの口論の末、「もうマネジメントできない」という理由でSMAを退社。今後はフリーで活動することを発表[7]。

## 芸風
- コント・漫才を両方こなせる。
- 漫才では主にとしみつがボケで川崎がツッコミだがコントではその逆で、ボケとツッコミの役割は固定されない。
- 理不尽さや不条理さが溢れる世界観で中には不謹慎なネタも多々あり、その自由な芸風は野田クリスタルに「これはさすがに漫才じゃない」と言わしめた程。
- コントの小道具にナイフを使うことが度々あり、コントのオチでどちらかが死ぬ流れが多い。
- ネタはとしみつが書き、小道具は川崎が作っている。
- 『ダウンタウンのガキの使いやあらへんで!!』の企画・山-1グランプリ2013に出演して漫才を演じ、としみつが漫談を披露して隣にいる川崎は無言で表情を変化させるスタイルが松本人志（ダウンタウン）から高評価を得た。

## 賞レースでの戦績

### M-1グランプリ
| 年度   | 成績      | 会場                       | 日時       | 備考                                                    |
| ------ | --------- | -------------------------- | ---------- | ------------------------------------------------------- |
| 2007年 | 1回戦敗退 | TEPCOホール                | 2007/10/27 |                                                         |
| 2008年 | 3回戦進出 | ルミネtheよしもと          | 2008/11/14 |                                                         |
| 2009年 | 2回戦進出 | ラフォーレミュージアム原宿 | 2009/11/06 |                                                         |
| 2010年 | 1回戦敗退 | TEPCOホール                | 2010/10/24 |                                                         |
| 2015年 | 2回戦進出 | 雷5656会館ときわホール     | 2015/10/16 |                                                         |
| 2016年 | 3回戦進出 | ルミネtheよしもと          | 2016/10/26 |                                                         |
| 2017年 | 2回戦進出 | 雷5656会館ときわホール     | 2017/10/08 |                                                         |
| 2018年 | 2回戦進出 | 雷5656会館ときわホール     | 2018/10/09 | 2人とあぁ〜しらきとのユニット『妖怪客ふやし』として出場 |
| 2019年 | 1回戦敗退 | シダックスカルチャーホール | 2019/10/04 | 2人とあぁ〜しらきとのユニット『妖怪客ふやし』として出場 |
| 2020年 | 2回戦進出 | ルミネtheよしもと          | 2020/11/03 | 2人とあぁ〜しらきとのユニット『妖怪客ふやし』として出場 |
| 2021年 | 2回戦進出 | 雷5656会館ときわホール     | 2021/10/19 | 2人とあぁ〜しらきとのユニット『妖怪客ふやし』として出場 |
| 2022年 | 2回戦進出 | 雷5656会館ときわホール     | 2022/10/13 | 2人とあぁ〜しらきとのユニット『妖怪客ふやし』として出場 |
| 2023年 | 2回戦進出 | 雷5656会館ときわホール     | 2023/10/26 | 2人とあぁ〜しらきとのユニット『妖怪客ふやし』として出場 |

### その他
- 2018年 キングオブコント 準決勝進出
- 2023年 G-1グランプリ2023 優勝 （出番順6番）[15]
- 2023年 THE SECOND 〜漫才トーナメント〜 ノックアウトステージ32→16進出
- 2023年 キングオブコント 準々決勝進出
- 2024年 キングオブコント 準々決勝進出

## 出演

### テレビ
- どうなる?（TOKYO MX）
- イツザイ（テレビ東京）- 2008年8月23日
- やりすぎコージー（テレビ東京）- 2010年7月12日（川崎のみ）
- ダウンタウンのガキの使いやあらへんで!!（日本テレビ）- 2013年1月27日
- 水曜日のダウンタウン（TBS）- 2014年6月11日、2020年8月12日（電話出演）、11月11日 ※全て川崎のみ
- 解決!ナイナイアンサー（日本テレビ）- 2015年10月27日（川崎のみ）
- お笑いワイドショー マルコポロリ!（関西テレビ） - 2017年5月28日（川崎のみ）
- 内村てらす2（日本テレビ）- 2017年8月24日、12月7日
- 勇者ああああ（テレビ東京）- 2018年6月28日、2020年4月9日、8月13日、2022年7月2日
- 有田ジェネレーション（TBS）- 2018年8月1日、2019年2月6日
- 村上マヨネーズのツッコませて頂きます!（関西テレビ） - 2018年10月7日
- アメトーーク!（テレビ朝日）- 2019年3月7日（川崎のみ）、2021年5月20日
- 踊る!さんま御殿!!（日本テレビ）- 2020年2月4日、12月8日（全て川崎のみ）
- 有吉ジャポン（TBS）- 2020年3月20日
- 上田ちゃんネル（テレ朝チャンネル）- 2021年1月7日、21日、5月6日
- 中居正広の金曜日のスマイルたちへ（TBS）- 2021年2月12日
- そろそろ にちようチャップリン（テレビ東京）- 2021年2月20日
- バカリ＆秋山の しんどい家に生まれました!!（テレビ東京）- 2021年4月18日（川崎のみ）
- ネタパレ（フジテレビ）- 2021年4月23日
- ひみつのイチバンボシ（フジテレビ）- 2021年5月12日
- マヂカルクリエイターズ（テレビ東京）- 2021年5月17日、24日
- ネタポン！（CSテレ朝チャンネル）- 2022年3月31日
- お笑い実力刃presents 証言者バラエティ アンタウォッチマン！ - 2023年6月20日 （テレビ朝日）
- ランジャタイのがんばれ地上波！- 2023年7月25日  (テレビ朝日)

### ネットラジオ
- モダンタイムスのぐだぐだネットラジオ（東京ネットラジオ）
- モダンタイムスの家なしブサイクラジオ（GERA放送局）- 2020年5月25日より
- ランジャタイのサンバイザー（GERA放送局）- 第2回ゲスト（川崎のみ）
- 錦鯉の人生五十年（GERA放送局）- 第39回ゲスト

### 配信番組
- マヂカルクリエイターズ「ハリウッドザコシショウがお笑いデスゲームを始めるよぉ〜。」（2021年12月5日、PiaLiveStreaming）
- 2分59秒 2022年2月2日 （ABEMA）(川崎のみ)
- ぜにいたち（ABEMA） - 2022年2月22日、3月21日、5月9日、8月15日、12月5日、2023年1月9日、3月13日

- 「24時間見られる男」を見ている人ってどんな人？（TVer、ネットでテレ東） -  2023年2月3日